# Nkowankowa
Nkowankowa is een plaats in de Zuid-Afrikaanse provincie Limpopo.
Nkowankowa telt ongeveer 36.000 inwoners.